# زک لی
زَک لی (اندونزیایی: Zack Lee؛ زادهٔ ۱۵ اوت ۱۹۸۴) بازیگر، بوکسور و مانکن اهل اندونزی است. وی از سال ۲۰۰۲ میلادی تاکنون مشغول فعالیت بوده‌است.
از فیلم‌ها یا برنامه‌های تلویزیونی که وی در آن نقش داشته‌است می‌توان به یورش ۲ اشاره کرد.